# Головний сектор
 «Головний сектор» (англ. Sector General) — цикл оповідань і романів Джеймса Вайта.
Серія отримала свою назву від більшості книг, 12 сектор Головного шпиталю (the Sector 12 General Hospital).

## Сюжет
В глибині космосу, приблизно посередині освоєного розумними расами простору, розташовані конструкції Космічного шпиталю — місця, куди прагнуть медичні світила всієї галактики, і куди привозять пацієнтів з найскладнішими клінічними випадками і захворюваннями. Саме тут живуть і працюють головні герої циклу «Генеральний сектор», що представляють різні розумні раси галактики, в тому числі і негуманоїдні.

## Чотирилітерна фізіологічна класифікація (ABCD)
У циклі всі розумні істоти мають чотирилітерну класифікацію, що використовується лікарями.
- перша літера позначає ступінь фізичного розвитку, який не має ніякого відношення до рівня інтелекту;
- друга літера - тип і розподіл кінцівок, органів почуттів і природних отворів тіла;
- дві останні літери позначають тип обміну речовин і потребу в їжі і повітрі в залежності від сили тяжіння й величини атмосферного тиску на рідній планеті істоти, що дозволяє зробити висновки про масу її тіла і характер шкірних покривів.

### Позначення
| Укр.      | Англ. | Опис |
| --------- | ----- | --- |
| А,Б і Ц   | A,B,C | «Вододихаючі» |
| Д, Е та Ф | D,E,F | Теплокровні, «Кисневодихаючі» |
| Ж,До      | G,J,K | «Кисневодихаючі» комахи |
| Л,М       | L,M   | Крилаті істоти, які звикли до малої сили тяжіння |
| О,П       | O,P   | «Хлородихаючі» |
| В         | V     | Істоти, що володіють екстрасенсорними можливостями, що обходяться без аби яких або кінцівок і виростів на тілі, незалежно від розмірів і форми тіла                                                                                                 |
| Р-Я       | Q-Z   | Більш екзотичні види, що відрізняються високим ступенем фізичної еволюції. Сюди належать істоти, що харчуються радіацією, холоднокровні і кристалоподібні створіння, а також ті, хто володів здатністю за бажанням змінювати свою фізичну структуру |